# Matilde Ceballos
J. Matilde Ceballos Jiménez (14 de marzo de 1957) es una levantadora de pesas panameña. Compitió en la prueba de peso pluma masculino en los Juegos Olímpicos de 1992.

## Biografía
Ceballos compitió en los Juegos Olímpicos de Barcelona 1992, el 28 de julio de 1992 participó en la prueba de peso pluma masculino quedándose en la posición veintisietes en la cual levantó 240.0 k.